# Шпиндлер, Иосиф Бернардович
Иосиф Бернардович Шпиндлер (1848—1919) — российский физикогеограф, океанограф, метеоролог, публицист, редактор и педагог.

## Биография
Иосиф Бернардович Шпиндлер родился в 1848 году. 
Среднее образование получил в слуцкой гимназии, а в 1867 году поступил юнкером в Военно-Морской Флот Российской империи. 
После производства в офицеры И. Б. Шпиндлер находился в трехлетнем заграничном плавании, а с 1872 по 1874 год слушал курс в Николаевской морской академии (ныне Военно-морская академия им. Н. Г. Кузнецова). По окончании курса гидрографического отдела академии был откомандирован морским министерством для занятий в главной физической обсерватории, где ему было поручено заведование отделом издания ежедневного метеорологического бюллетеня и предсказаний погоды. К этому же времени относится первая научная работа Шпиндлер: «Пути штормов в Европе», явившаяся в то же время одной из первых по этому вопросу вообще. 
Затем Шпиндлер И. Б.  напечатал в «Морском Сборнике» и в изданиях главной физической обсерватории ряд исследований, касающихся морской метеорологии, например: «О путях тайфунов в Китайском и Японском морях»; «О зависимости силы ветра от величины и направления градиента на берегах Балтийского моря»; «О распределении ветров на берегах Чёрного и Азовского морей» и другие. 
В 1881 и 1882 гг. И.Б. Шпиндлер был прикомандирован к техническому комитету для производства опытов над миноносками, и результаты его исследований по этому вопросу были напечатаны в «Морском Сборнике». 
С 1882 по 1884 год Шпиндлер И.Б. находился в главной физической обсерватории, а в 1884 году поступил в главное гидрографическое управление морского министерства Российской империи для заведования метеорологической частью и одновременно начал преподавание физической географии в морском кадетском корпусе, а с 1888 году начал читать лекции по тому же предмету в Николаевской морской академии. 
С этого же 1888 года научная деятельность Иосифа Бернардовича Шпиндлера направляется к другой отрасли физической географии — океанографии, и с 1890 года под его руководством снаряжается целый ряд экспедиций для исследования морей и озёр; так, в 1890 и 1891 гг. были произведены, по инициативе Императорского Русского географического общества и при содействии морского министерства, океанографические исследования Чёрного и Азовского морей, давшие весьма важные сведения об этих бассейнах; затем в 1894 году под общим руководством И. Б. Шпиндлера было исследовано Мраморное море, летом 1895 года — Чудское озеро и, наконец, в 1897 году — Карабугазский залив Каспийского моря. 
О результатах каждой из этих экспедиций И. Б. Шпиндлером были напечатаны сначала краткие сведения, а затем были изданы полные отчеты. Подробный отчет об исследовании Чёрного и Азовского морей напечатан в приложении к XX выпуску «Записок по гидрографии», под заглавием: «Материалы по гидрологии Чёрного и Азовского морей, собранные в экспедициях 1890 и 1891 гг.». 
Отчет по исследованию Мраморного моря помещен отдельной книжкой в «Записках Императорского Русского географического общества», а отчет по исследованию Карабугазского залива — в отдельном издании министерства земледелия и государственных имуществ, под заглавием «Труды Карабугазской экспедиции». 
С 1891 года при отделении физической географии начал издаваться журнал «Метеорологический Вестник», посвященный вопросам по метеорологии, гидрологии и земному магнетизму, и с первого года издания Шпиндлер состоял одним из его редакторов. Занимая должность заведующего метеорологией в главном гидрографическом управлении, Шпиндлер содействовал расширению сети метеорологических и гидрологических станций по берегам русских морей и благодаря его инициативе при управлении была в 1896 году организована особая метеорологическая часть, в которой сосредоточилось заведование и обработка метеорологических и гидрологических наблюдений на станциях морского ведомства и на судах военного флота. 
Под редакцией Шпиндлера были составлены атласы ветров Чёрного и Японского морей. В 1887 году по инициативе Шпиндлера и под его редакцией началось при гидрографическом управлении издание журнала «Записок по гидрографии», выходившего несрочными выпусками от одного до трёх в год. 
Почти с самого начала издания «Энциклопедического словаря Брокгауза и Ефрона» И. Б. Шпиндлер состоял в числе его сотрудников, и его перу принадлежит несколько статей по океанографии, из которых наиболее значительны «Средиземное море» и «Чёрное море». 
Шпиндлер И. Б занимался составлением и изданием обширного курса по гидрологии, часть которого появилась в печати под заглавием «Лекции по физической географии».
Иосиф Бернардович Шпиндлер скончался в 1919 году.

## Память
Александр Варнек, который считал Шпиндлера своим учителем, назвал его именем несколько географических объектов в районе современной Амдермы, в Ненецком автономном округе. Кроме избы (урочища) Шпиндлера, это река Шпиндлера и озеро Шпиндлера.